# Afstandsgetrouwe azimutale projectie

Afstandsgetrouwe azimutale projectie met de Noordpool als middelpunt, op de vlag van de Verenigde Naties

Een afstandsgetrouwe of equidistante azimutale projectie, ook wel Postelprojectie naar Guillaume Postel, is een kaartprojectie waarmee de hele wereld wordt afgebeeld op een cirkelschijf. Punten op dezelfde afstand van het centrum liggen op een cirkel met het centrum van de kaart als middelpunt. Punten op een tweemaal zo grote afstand liggen op een cirkel met een tweemaal zo grote straal.
In het geval van een polair aspect, met de Noordpool in het midden, is de constructie eenvoudig:
{\displaystyle x\ =R\,\left({\frac {\pi }{2}}-\beta \right)\,\sin \,\lambda }
{\displaystyle y\ =-R\,\left({\frac {\pi }{2}}-\beta \right)\,\cos \,\lambda }
Hierin is {\displaystyle R\ } de straal van de bol, {\displaystyle \lambda \ } de geografische lengtegraad en {\displaystyle \beta \ } de breedtegraad; {\displaystyle {\frac {\pi }{2}}-\beta } is dan de hoek gerekend vanaf de Noordpool.
Bij een equatoriaal aspect wordt de projectie gegeven door;
{\displaystyle x\ =\alpha \,r\,{\frac {\cos \,\beta \,\sin \,\lambda }{\sin \,\alpha }}}
{\displaystyle y\ =\alpha \,r\,{\frac {\sin \,\beta }{\sin \,\alpha }}}
Hierin is
{\displaystyle \alpha \ =\arccos(\cos \,\beta \,\cos \,\lambda )}
{\displaystyle r\ =\alpha \,R}
Een kaart in een equidistante azimutale projectie kan van pas komen bij het bepalen van bereikbare bestemmingen door de lucht vanaf een gegeven punt, mits de kaart het gegeven punt als centrum van de projectie heeft.